# إشتفان فودور
إشتفان فودور هو سياسي مجري، ولد في 2 مارس 1945 في Csepreg ‏ في المجر. انتخب عضو الجمعية الوطنية المجرية ‏.